# كينغز بوينت (نيويورك)
كينغز بوينت (بالإنجليزية: Kings Point, New York)‏ هي منطقة سكنية تقع في الولايات المتحدة في مقاطعة ناسو، نيويورك. يقدر عدد سكانها بـ 5,005 نسمة ومساحتها 10.3 كم2 وترتفع عن سطح البحر 8 متر.

## أعلام
- آرثر جي. كوهن
- بارى تشاز
- والتر كرايسلر